# Ametrin

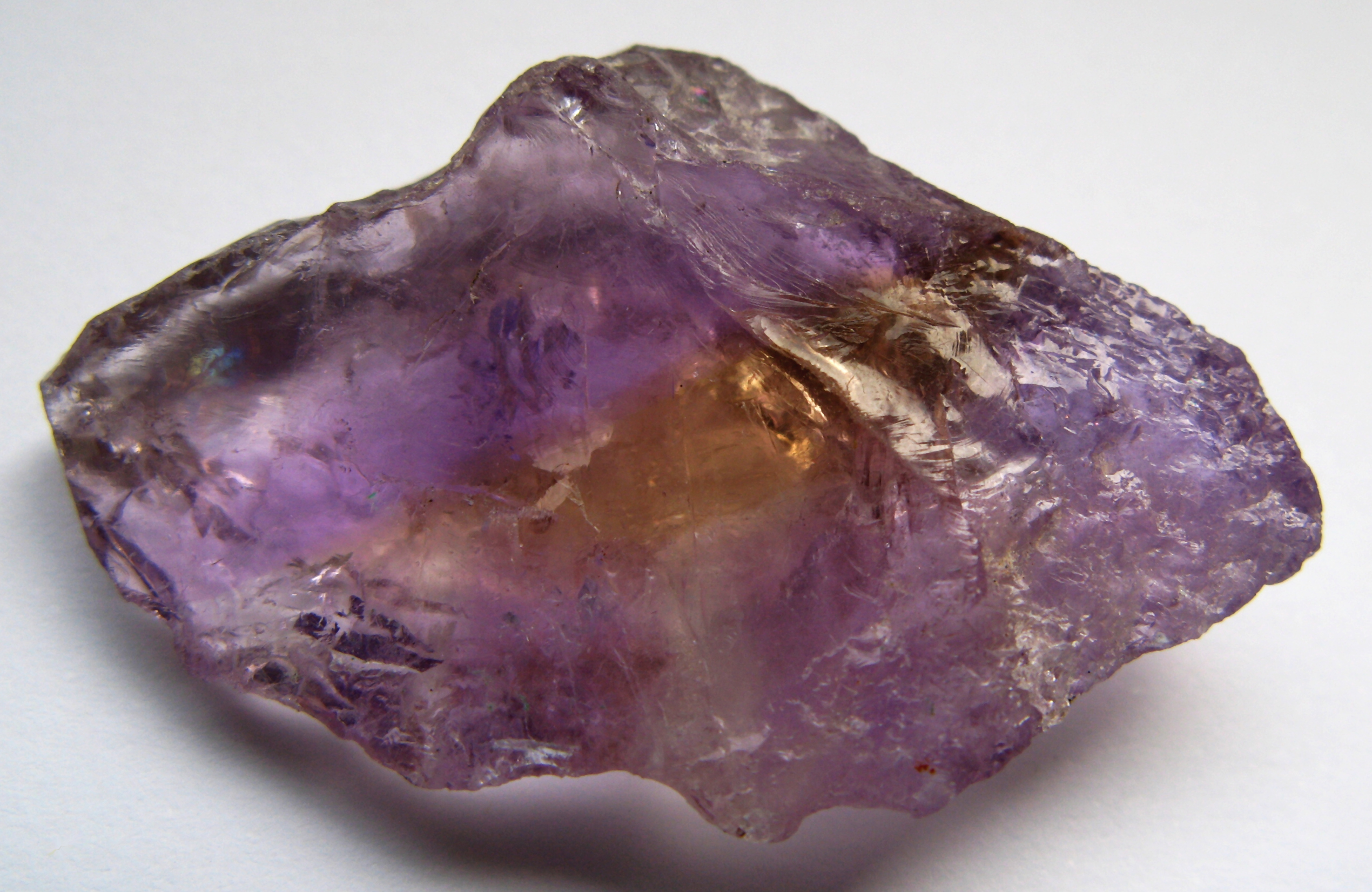
Roher Ametrin

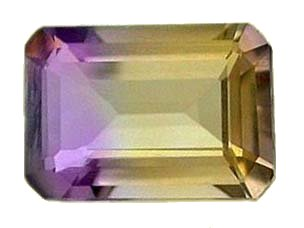
Geschliffener Ametrin

Ametrin, auch unter den Handelsbezeichnungen Bolivianit, Amecitrin und Trystin bekannt, ist eine Mineralvarietät von Quarz und eine seltene Kombination aus violettem Amethyst und goldgelbem Citrin in einem einzigen Stein. 
Ametrin wird zu Schmucksteinen verarbeitet und seit 1989 offen gehandelt.
Wichtigste Abbaugebiete für natürlichen Ametrin sind Brasilien (Rio Grande do Sul) und Bolivien.